# Hilda Sjölin

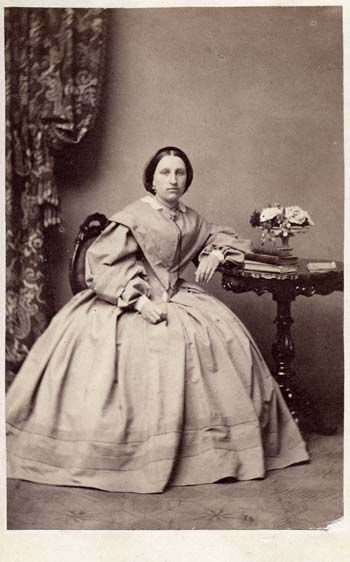
Hilda Sjölin (1863)

Hilda Aurora Amanda Sjölin (geb. 28. Juli 1835 in Malmö; gest. 7. Juni 1915 in Hörby) war eine schwedische Fotografin und eine der ersten professionellen Pionierfotografinnen ihres Landes.

## Leben
Hilda Aurora Amanda Sjölin wuchs in Malmö als eine von vier Töchtern auf, wo sie die jüngste war und hatte einen Bruder Rudolf Theodor Sjölin. Am 24. Mai 1860 inserierte sie in Malmö, dass sie „Fotografien auf Glas, Wachstuch und Papier“ anfertigt und im Februar 1861 eröffnete sie ihr eigenes Atelier in der Västergatan 64 (heute Nummer 8), in dem Haus, in dem sie aufgewachsen war.
Hilda Sjölin wurde bald die „kompetente Rivalin“ der anderen Fotografen der Stadt, wie Carl Magnus Tullberg und brauchte nicht mehr zu werben. Sie war bekannt für ihre Karten- und Porträtfotografie und wurde ab 1864 auch als Fotografin der Stadtansichten eingesetzt. Sie war die erste Fotografin, die stereoskopische Bilder von Malmö aufnahm. Ihre Bilder zeichneten sich durch eine hohe künstlerische und technische Qualität aus. Es ist nicht bekannt, dass sie nach 1870 noch aktiv war. Sie verließ Malmö 1884 mit ihrer ebenfalls unverheirateten älteren Schwester Minni Rosaura Sjölin (geb. 1829) und sie zogen zu ihrem Bruder Rudolf; 1900 zogen die Schwestern nach Sätofta und 1910 dann nach Hörby.
Hilda Sjölin gehörte nach Brita Sofia Hesselius zur ersten Generation von Berufsfotografinnen in Schweden: Zur gleichen Zeit wie sie wurden u. a. Hedvig Söderström in Stockholm (1857), Emma Schenson in Uppsala und Wilhelmina Lagerholm in Örebro (1862) zu den ersten Berufsfotografinnen ihrer jeweiligen Städte: In den 1860er Jahren gab es in Schweden mindestens 15 bestätigte Fotografinnen, von denen drei, Rosalie Sjöman, Caroline von Knorring und Bertha Valerius, zur Elite ihres Berufs gehörten. Im Jahr 1888 wurde die erste Frau, Anna Hwass, Mitglied des Vorstands der Photographischen Gesellschaft.
Hilda Sjölin starb am 7. Juni 1915 in Hörby.